# Lactorati
I Lactorati erano un popolo aquitano che abitava la città di Lactora, l'attuale Lectoure. Era uno dei nove popoli d'Aquitania che formava la novempopulana.  Sono menzionati nella tavola Peutingeriana

## Territorio
I Lactorati confinavano con i Soziati a ovest, i Soziati al nord, gli Ausci a sud e i Volci Tectosagi ad est. Il loro territorio aveva un'area di circa 98.000 ha.